# 2794 Кулик
2794 Кулик (2794 Kulik) — астероїд головного поясу, відкритий 8 серпня 1978 року.
Тіссеранів параметр щодо Юпітера — 3,455.